# Roccafluvione
Roccafluvione település Olaszországban, Marche régióban, Ascoli Piceno megyében. Lakosainak száma 1850 fő (2023. január 1.). Roccafluvione Acquasanta Terme, Ascoli Piceno, Comunanza, Montegallo, Palmiano és Venarotta községekkel határos.

## Népesség
A település lakossága az elmúlt években az alábbi módon változott:
| Lakosok száma | 1997 | 1987 | 1850 |
|               | 2017 | 2018 | 2023 |